# Осінні спогади
«Осі́нні спо́гади» — український драматичний фільм, знятий Алі Фахром Мусаві у копродукції з Іраном і Чехією. Прем'єра стрічки відбулася 24 серпня 2016 року в Рівному. В український широкий прокат фільм вийшов 6 жовтня 2016 року. Фільм розповідає про українського військового, який закохується у незрячу біженку з Ірану.

## У ролях
- Дмитро Лінартович
- Назанін Ахмадишахпоурабаді
- Тетяна Юрікова
- Олександр Ігнатуша

## Виробництво
Зйомки фільму почались у жовтні 2015 року і проходили впродовж місяця у Трускавці і селах Дрогобицького району, зокрема — у селі Доброгостів на запрошення та за підтримки Трускавецького міжнародного кінофестивалю «Корона Карпат» і фільм-комісії «Прикарпаття». Бюджет стрічки складався з приватних коштів чеських та іранських продюсерів.
Для участі у фільмі Дмитра Лінартовича, якого було мобілізовано в АТО, автори стрічки звернулись до Міністерства оборони України з проханням відпустити актора на час зйомок, що й було зроблено.

## Випуск
За словами творців, фільм вийде у прокат в усіх країнах, задіяних у створенні картини. На питання журналіста чи не буде заборонено в Ірані фільм іноземного виробництва співпродюсер Амір Сеїд Задех відповів, що «проблем не буде, адже тема впливу військових конфліктів на долі пересічних людей — та, яка зрозуміла й об'єднує всіх».